# 彈性外交
彈性外交是中華民國外交政策之一。在蔣經國總統任內推動，彈性外交利用了台灣最佳的資產：政治民主化及經濟繁榮。
在李登輝總統任內，被改稱為務實外交。主要差異在於彈性外交仍然堅持中華民國擁有中國代表權，而務實外交只承認中華民國代表台灣。

## 背景
起源於1971年中華民國退出聯合國之後，因為中華人民共和國的一個中國原則，中華民國的邦交國日漸減少，無法持續蔣中正總統提出的「漢賊不兩立」政策。1979年後中美斷交，台灣外交處境更顯困難。1972年，蔣經國接任行政院長後，開始以較彈性務實的方法，來發展外交關係；1978年接任總統後，持續這個方針。李登輝政府時期，彈性外交政策轉型為務實外交。
彈性外交與之後的務實外交，以及活路外交類似，都是強調經貿與實質交流。但在政策上，彈性外交將中華民國為唯一正統中國作為底線。務實外交則更為寬鬆，可以接受雙重承認。活路外交則強調與中華人民共和國之間的雙邊信任關係。

## 歷史
民國60年代後期
1971年的聯合國大會2758號決議，導致中華民國退出聯合國，是漢賊不兩立政策的最典型表現。在退出聯合國之後，中華民國邦交國數目快速減少，外交態度慢慢轉變，但大體上仍然遵守漢賊不兩立態度。1976年蒙特婁奧運，中華奧委會決議以台灣名義參加比賽，但經行政院長蔣經國否決。
1979年1月1日，美國正式與中華人民共和國建交，承認其合法地位，與中華民國政府斷絕外交關係。在與美國斷交之後，台灣在國際上的地位更顯孤立。1981年，中華民國同意以中華臺北名稱，參與國際運動賽事，顯示了中華民國在外交關係上，不再以追求自身為中國正統為首要任務，彈性外交的政策開始逐步建立。